# Ombra mai fu

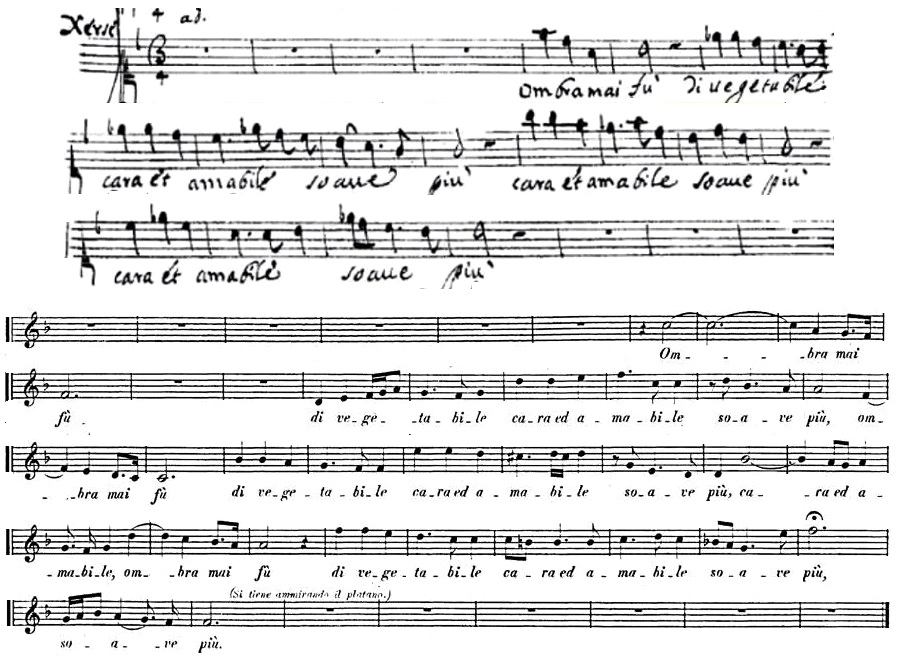
Ombra mai fu, parte vocal por Bononcini e Handel

Ombra mai fu (do italiano, “Nunca houve uma sombra” ou, literalmente, "sombra jamais foi"), também Largo da ópera Xerxes ou Largo de Handel, é uma das melodias mais conhecidas de Georg Friedrich Handel. É tocada como uma peça única em concertos e em ocasiões contemplativas em uma ampla variedade de arranjos.
Handel compôs a ária de soprano com acompanhamento de cordas e o precedente recitativo Frondi tenere em 1738 como a cena de abertura de sua ópera Serse, em que é executada pelo herói-título, Xerxes. Esta foi interpretada pelo castrato Caffarelli na estreia mundial no Teatro Haymarket Theatre em Londres. Handel usou a configuração do mesmo texto de Giovanni Bononcini como modelo.

## História do texto
O enredo amoroso da ópera Xerxes, cujo texto é de Nicolò Minato (1630–1698), tem pouca referência ao rei persa histórico Xerxes I (r. 486–465 a.C.) A cena de abertura sob o plátano, no entanto, é baseada em uma nota do historiador grego Heródoto (morto por volta de 430/420 a.C.), que escreve:
"Enquanto se deslocava agora da Frígia para a Lídia [...], Xerxes encontrou neste caminho um plátano, o qual ele presenteou com um ornamento de ouro por sua beleza e entregou-o a um guardião Imortal, ao que chegou no dia seguinte na capital dos lídios."
Seis séculos depois, com Cláudio Eliano, isso se tornou uma curiosa aberração erótica que foi reprovada pelo retórico:
"[...] tornou-se o escravo de um plátano, o admirador de uma árvore. Na Lídia, dizem, ele encontrou um plátano de tamanho incomum e ficou com ele um dia inteiro sem causa, de modo que o descampado próximo ao plátano teve que servi-lo em vez de um albergue. Ele também pendurou nela joias preciosas, adornou seus galhos com colares e pulseiras e deixou um guarda com ela para, como a uma amante, protegê-la e observá-la."
O prelúdio do libreto de 1738 impresso para a ópera de Handel diz ainda mais claramente:
"Algumas imbecilidades e a temeridade de Xerxes (como o seu amor profundo por um plátano [...]) estão na base da trama, o resto é invenção."
O texto apoia essa interpretação apenas vagamente. O local não é mais uma parada para viagens, mas sim o jardim do palácio do rei. Nem a decoração da árvore nem o guardião são mencionados. O monólogo de Xerxes pode ser simplesmente entendido como um agradecimento exuberante por sombras refrescantes no calor do dia. Apenas a música altamente emocional diz o que Xerxes anseia e a que o plátano é um substituto.

## Texto e tradução
| Texto original de 1738 | Tradução |

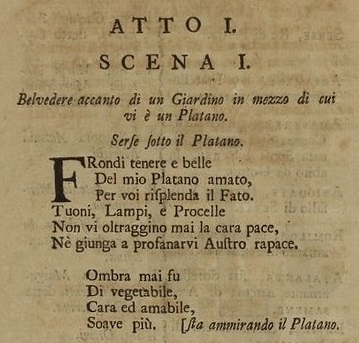
Serse, 1. Ato 1. Cena: "Xerxes sob o plátano" (libreto impresso em 1738)

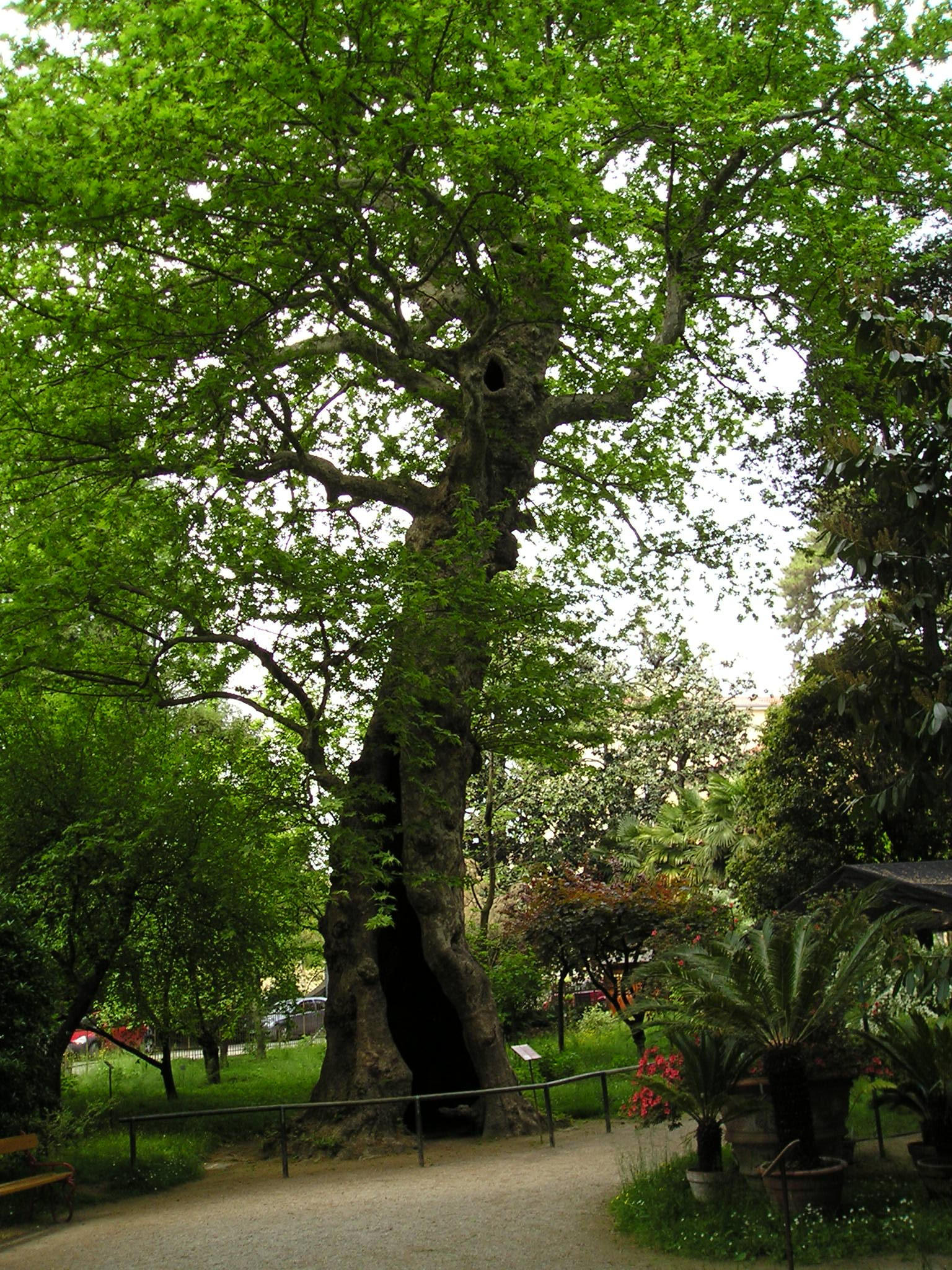
Plátano de sombra plantado em 1680

| Belvedere accanto di un Giardino in mezzo di cui vi è un Platano. Serse sotto il Platano. Frondi tenere e belle Del mio Platano amato, Per voi risplenda il Fato. Tuoni, Lampi, e Procelle Non vi oltraggino mai la cara pace, Nè giunga a profanarvi Austro rapace. Ombra mai fu Di vegetabile, Cara ed amabile, Soave più. sta ammirando il Platano. | Vista ao lado de um jardim, no meio do qual há um Plátano. Xerxes sob o Plátano. Frondes tenras e belas De meu Plátano amado, Por vós resplenda o Destino. Trovões, Relâmpagos e Procelas Não vos ultrajem jamais a querida paz, Nem vos chegue a profanar o Austro (vento sul) rapaz Sombra jamais foi, De um vegetal, Tão querida e amável, Mais suave. está admirando o Plátano. |

## Música
O libreto de Xerxes foi musicado por Francesco Cavalli em 1654 e Giovanni Bononcini em 1694, para o qual o texto foi revisado. Handel usou grande parte da música de Bononcini para sua versão, mas desenvolveu parte dela profundamente.
O recitativo Frondi tenere de Bononcini enriqueceu Handel acima de tudo harmoniosamente, sem alterar significativamente a estrutura e a declamação. A ária Ombra mai fu de Bononcini, por outro lado, quase dobrou de tamanho―52 em vez de 28 barras―e ganhou o motivo em calmo andamento 3/4 (que ele chamou de "larghetto", não "largo") por meio de interlúdios de cordas, novas inserções em registros agudos (o intervalo é um undécimo), repetições de texto expressivas e efeitos de harmonia até a fermata na barra 44, advindo possibilidades de expressão inimagináveis. Foi somente por meio de Handel que a ária de Bononcini se tornou "algo grande".
Depois que a Serse de Handel foi inicialmente um fracasso, a ascensão do "Largo" ocorreu no século XIX. Naquela época não poderia faltar "em qualquer estante de música de um salão burguês que tivesse piano".